# HMS Badsworth (L03)
«Бедсворт» (L03) (англ. HMS Badsworth (L03) — військовий корабель, ескортний міноносець типу «Хант» «II» підтипу Королівського військово-морського флоту Великої Британії за часів Другої світової війни.
«Бедсворт» був закладений 15 травня 1940 року на верфі компанії Cammell Laird, Беркенгед. 18 серпня 1941 року увійшов до складу Королівських ВМС Великої Британії.

## Історія служби

### 1942
29 квітня 1942 року «Бедсворт» брав участь у супроводі конвою PQ 15, що йшов до Росії під командуванням британського адмірала Д.Тові.